# 돌아온 영웅 홍길동
"돌아온 영웅 홍길동"은 1995년에 개봉한 대한민국의 애니메이션 영화이다.
조선시대, 병조판서 홍판서의 서자 홍길동은 아버지로부터 느닷없는 질책을 받고 집에서 쫓겨난다. 영문도 모르고 쫓겨난 길동은 양반의 돈지갑을 털던 차돌바위를 만난다. 길동의 무예와 성품에 반한 차돌바위는 부하를 자청하고 길동에게 의적인 활빈당의 존재를 알려준다. 둘은 곧 활빈당이 있다는 금강산 단발령으로 향한다. 
금강산에서 도중에 곱단이를 만나 동행을 하게 된다. 그들 앞에 나타난 사람은 바로 8대 현인 중의 한 사람인 백운도사. 활빈당을 세우고 골반도사와 대적하고 있던 백운도사는 이 세 사람을 기다리고 있었다. 골반도사를 물리칠 수 있는 방법은 오직 길동, 곱단, 차돌바위가 함께 기를 모으는 것. 이렇게 모인 세 명의 맑은 영혼이 골반도사를 물리친다.

## 성우
- 김민종 : 홍길동 역
- 채시라 : 곱단이 역
- 윤석화 : 차돌바위 역
- 신현준 : 호피 역
- 노영심 : 돌순이 역
- 주호성 : 골반도사 역
- 윤병화 : 백운도사 역
- 홍승섭 : 사자가면 역
- 박규웅 : 뱀사나이 역
- 서광재 : 익룡가면 역
- 함수정 : 할머니 역

## OST
Disc 1
1.	
우리에게 내일이   작사:조윤주 작곡:김동성	   (김민종)
2.	
꿈을 꾸어요        작사:조윤주 작곡:김동성	  (채시라, 김민종)
3.	
즐겁게 통통통     작사:조윤주 작곡:김동성	   (윤석화)

## 수상
- 1995년 대한민국 영상만화대상 대상
- 출처

## 관객수
- 서울 204,240  명 (1995년 영화흥행순위 전체22위)

※ 출처- KOBIS 영화관 입장권 통합 전산망
- | 연도별 대한민국의 영화                                                                                     |
| --- |
| … 1985 1986 1987 1988 1989 1990 1991 1992 1993 1994 1995 1996 1997 1998 1999 2000 2001 2002 2003 2004 2005 |

다음은 1995년에 대한민국의 영화에 관한 서술한다.